# James Enoch Hill
James Enoch "Jim" Hill, född 30 oktober 1929 i Chicago, död 8 augusti 2018, var en amerikansk sportskytt.
Hill blev olympisk silvermedaljör i gevär vid sommarspelen 1960 i Rom.